# آتلانتا (آیداهو)
آتلانتا (به انگلیسی: Atlanta) یک منطقهٔ مسکونی در ایالات متحده آمریکا است که در شهرستان المور، آیداهو واقع شده‌است. آتلانتا ۱٬۶۴۰٫۷۶ متر بالاتر از سطح دریا واقع شده‌است.